# Akinfij Demidov

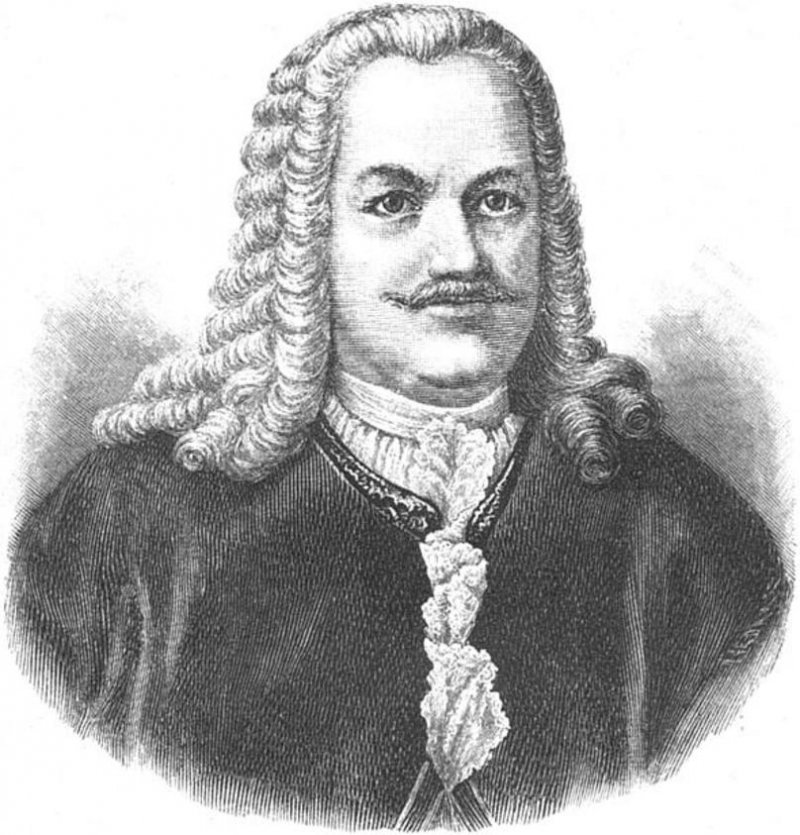
Akinfij Demidov.

Akinfij Nikititij Demidov (ryska: Акинфий Никитич Демидов), född 1678 i Tula, död 5 augusti 1745, var en rysk industriidkare. Han var son till Nikita Demidov och farbror till Pavel Demidov.
Demidov upptäckte 1725 och bearbetade silverfyndigheterna i Kolyvan och grundade genom sina vinstrika affärer Demidovska släktens förmögenhet.